# Облеконь
Облеконь (пол. Oblekoń) — село в Польщі, у гміні Пацанув Буського повіту Свентокшиського воєводства.
Населення — 604 особи (2011).
У 1975—1998 роках село належало до Келецького воєводства.

## Демографія
Демографічна структура на день 31 березня 2011 року:
|          | Загалом | Допрацездатний вік | Працездатний вік | Постпрацездатний вік |
| -------- | ------- | ------------------ | ---------------- | -------------------- |
| Чоловіки | 301     | 57                 | 191              | 53                   |
| Жінки    | 303     | 47                 | 154              | 102                  |
| Разом    | 604     | 104                | 345              | 155                  |